# Lindy Remigino
Lindy John Remigino (3. června 1931 Queens, New York – 11. července 2018) byl americký atlet, sprinter, dvojnásobný olympijský vítěz.

## Sportovní kariéra
Startoval na olympiádě v Helsinkách v roce 1952 po neočekávaném úspěchu v předolympijské kvalifikaci. Postoupil do finále běhu na 100 metrů, kde ve vyrovnaném souboji s Jamajčanem Herbem McKenleyem těsně zvítězil v osobním rekordu 10,4 (šest finalistů doběhlo v minimálních rozestupech v časech 10,4 a 10,5). Druhou zlatou medaili získal jako člen vítězné štafety USA na 4 x 100 metrů (spolu s ním také Dean Smith, Harrison Dillard a Andy Stanfield).